# Derek
Derek  è un nome proprio di persona inglese maschile.

## Varianti
- Maschili: Dereck[3], Derreck[3], Derick[1], Derrick[1][3], Deryck[1], Darrick[3], Darrek[3]

## Origine e diffusione
Deriva da Dederik, Dederick, Dyryke e Deryk, forme olandesi e basso-tedesche del nome Teodorico (nome di origine germanica che significa "sovrano del popolo") che vennero introdotte in Inghilterra nel XV secolo da mercanti di stoffe fiamminghi; nel Cinquecento la forma comunemente usata era Derrick, e sono attestate anche varianti come Derick, Dirick e Detherick

## Onomastico
Il nome è adespota, cioè non è portato da alcun santo; l'onomastico si può si festeggiare il giorno di Ognissanti, che è il 1º novembre, oppure anche lo stesso giorno di Teodorico, nome da cui deriva.

## Persone

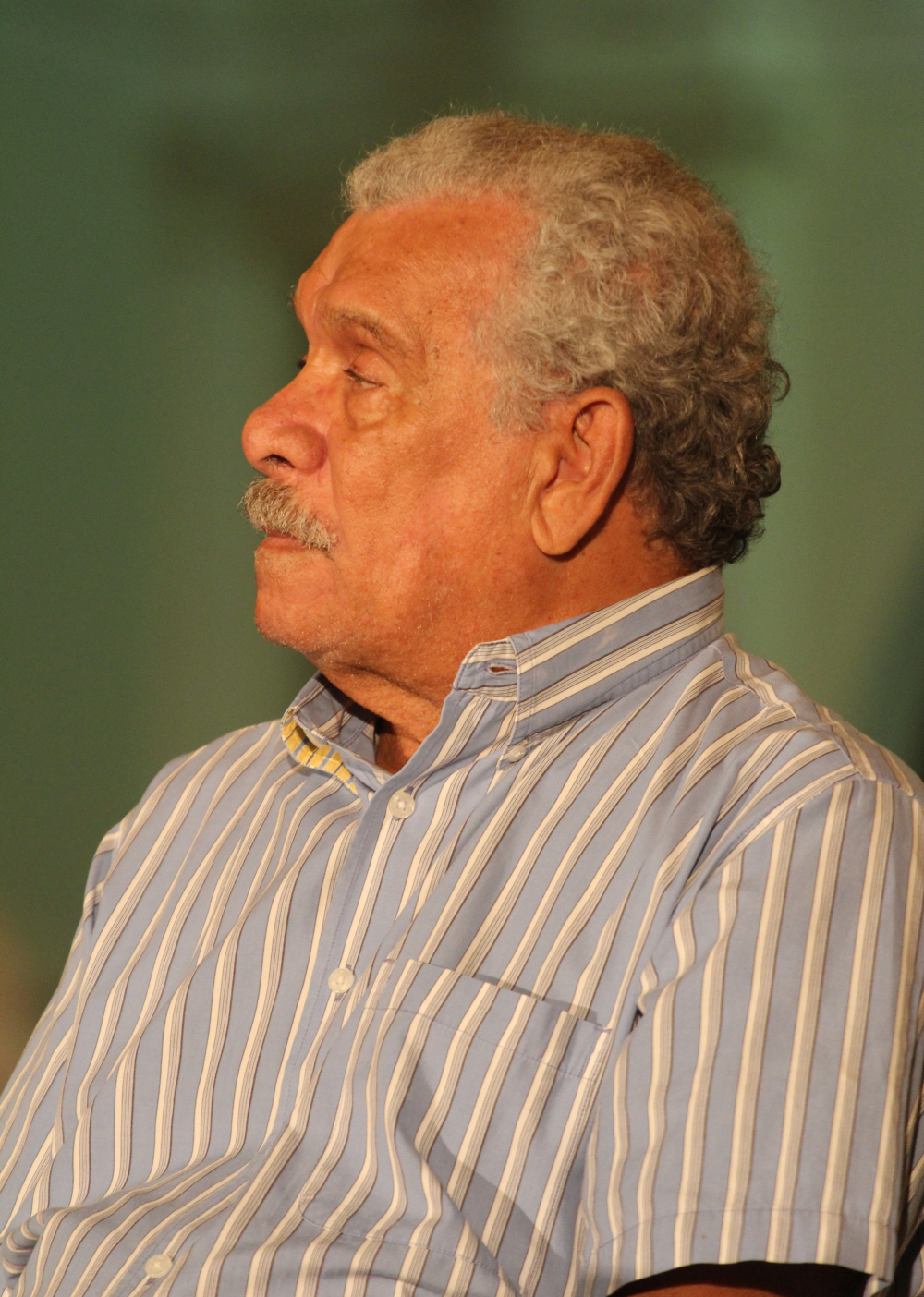
Derek Walcott

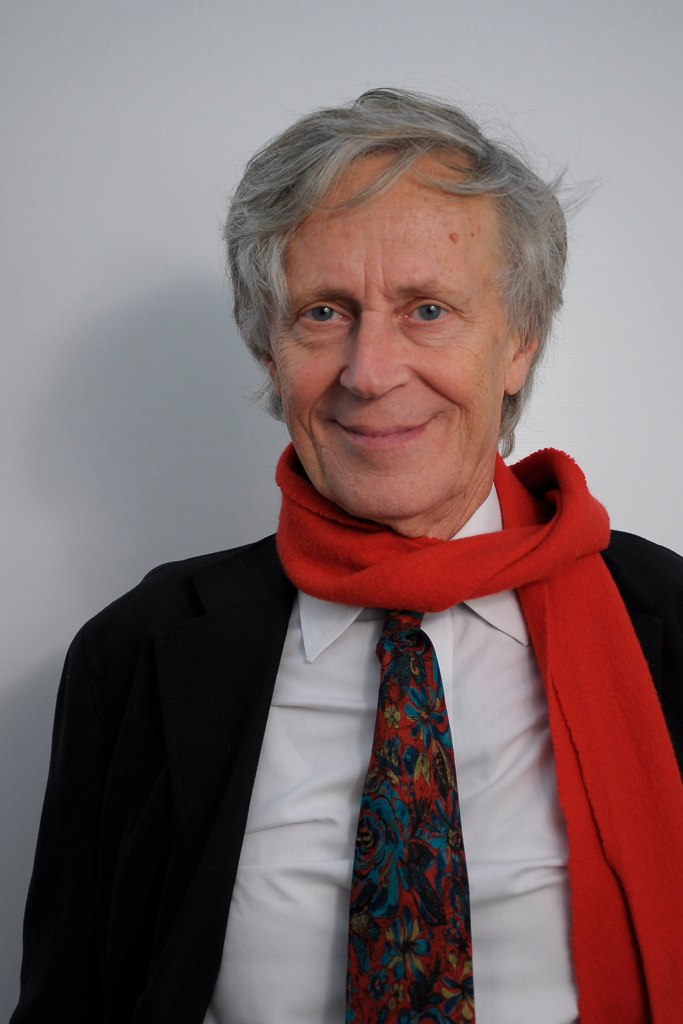
Derrick de Kerckhove

- Derek Bailey, chitarrista e musicista britannico
- Derek Barton, chimico britannico
- Derek Bell, pilota automobilistico britannico
- Derek Boateng, calciatore ghanese
- Derek Daly, pilota automobilistico irlandese
- Derek Jacobi, attore britannico
- Derek Jarman, regista, scenografo, pittore e scrittore britannico
- Derek Sherinian, musicista statunitense
- Derek Taylor, giornalista, scrittore e critico teatrale britannico
- Derek Trucks, chitarrista statunitense
- Derek Walcott, poeta e scrittore santaluciano
- Derek Warfield, cantautore irlandese
- Derek Warwick, pilota automobilistico britannico

### Variante Derrick
- Derrick Adkins, atleta statunitense
- Derrick Chandler, cestista statunitense
- Derrick Coleman, cestista statunitense
- Derrick de Kerckhove, sociologo belga naturalizzato canadese
- Derrick Green, cantante e chitarrista statunitense
- Derrick Harriott, produttore discografico e cantante giamaicano
- Derrick Norman Lehmer, matematico statunitense
- Derrick May, musicista statunitense
- Derrick Morgan, giocatore di football americano statunitense
- Derrick Rose, cestista statunitense
- Derrick Sharp, cestista statunitense naturalizzato israeliano

### Altre varianti
- Derrek Dickey, cestista statunitense
- Deryck Whibley, cantante, chitarrista e produttore discografico canadese

## Il nome nelle arti
- Derek Noakes è un personaggio della serie televisiva Derek.
- Derek è un personaggio della serie di film L'incantesimo del lago.
- Derek Hale è un personaggio della serie televisiva Teen Wolf.
- Derek Maza, più noto come Talon, è un personaggio della serie animata Gargoyles.
- Derek Morgan è un personaggio della serie televisiva Criminal Minds.
- Derek Powers è un personaggio della serie animata Batman of the Future.
- Derek Stiles è un personaggio della serie di videogiochi Trauma Center.
- Derek Shepherd è un personaggio della serie televisiva Grey's Anatomy.
- Derek Venturi è un personaggio della sitcom La mia vita con Derek.